# Taylor Eigsti
Taylor Eigsti (* 24. září 1984) je americký jazzový klavírista. Na klavír začal hrát ve svých čtyřech letech a když mu bylo dvanáct, poprvé vystupoval s Davem Brubeckem. Své první album jako leader nazvané Tay's Groove vydal v roce 1998, později vydal několik dalších a za své album z roku 2006 nazvané Lucky to Be Me byl ve dvou kategoriích nominován na cenu Grammy. Během své kariéry hrál i na albech dalších hudebníků, mezi které patří Dayna Stephens, Gretchen Parlato, Anton Schwartz, Eric Harland nebo Julian Lage.